# Onni Oja

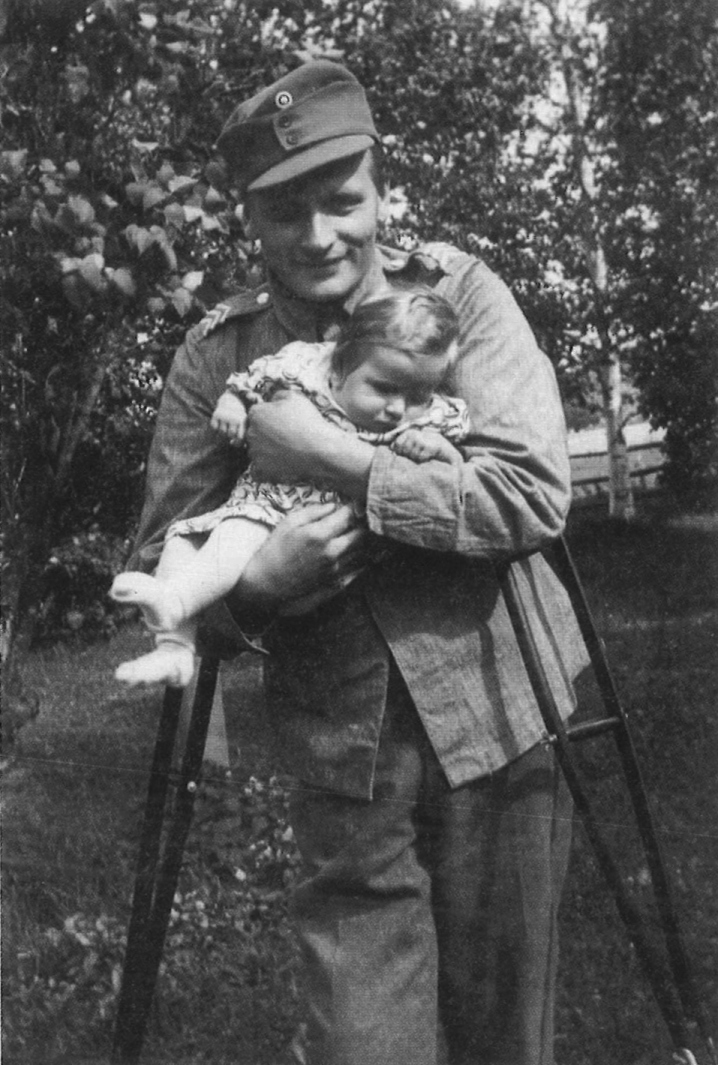
Onni Oja med sitt barn, 1941.

Onni Olavi Oja, född 15 april 1909 i Keuru, död 5 november 2004 i Helsingfors, var en finländsk målare.
Oja studerade 1926–1930 vid Centralskolan för konstflit, 1933–1934 vid Helsingfors universitets ritsal och 1935 vid Académie de la Grande Chaumière i Paris, 1937 vid Accademia Sindacato Fascista delle Belle Arte i Rom och 1951 vid Académie Section d'Or i Paris. Han ställde ut första gången 1930. Under sina utländska studiebesök påverkades han i hög grad av den franska och italienska konsten.
Oja blev uppmärksammad för sina skildringar av det finska bylandskapet. Han var också en populär porträttmålare med cirka tvåhundra beställningsporträtt och gav 1957 ut en handbok i teckning (Piirtämisen taito), vilken kom till användning i många konstskolor. Han var 1962–1971 överlärare i tillämpad målning vid Konstindustriella läroverket, och undervisade också där 1951–1972. Åren 1932–1939 verkade han även som grafisk formgivare av böcker. Han erhöll professors titel 1979.
Ojas väggmålningar och glasmålningar finns i tiotals offentliga byggnader, kyrkor, skolor, banklokaler och sjukhus runtom i Finland.

## Utmärkelser
- Riddartecknet av I klass av Finlands Vita Ros’ orden[1]

[Redigera Wikidata]